# Meidericher Spielverein Duisburg 1969-1970
Questa voce raccoglie le informazioni riguardanti il Meidericher Spielverein Duisburg nelle competizioni ufficiali della stagione 1969-1970.

## Stagione
Nella stagione 1969-1970 il Duisburg, allenato da Robert Gebhardt, concluse il campionato di Bundesliga al 15º posto. In Coppa di Germania il Duisburg fu eliminato agli ottavi di finale dal Colonia.

## Rosa
| N. |                       | Ruolo | Calciatore        |
| -- | --------------------- | ----- | ----------------- |
|    | Germania (bandiera)   | P     | Dietmar Linders   |
|    | Slovacchia (bandiera) | P     | Pavel Marecek     |
|    | Germania (bandiera)   | D     | Michael Bella     |
|    | Germania (bandiera)   | D     | Herbert Bruckmann |
|    | Germania (bandiera)   | D     | Toni Burghardt    |
|    | Germania (bandiera)   | D     | Hartmut Heidemann |
|    | Germania (bandiera)   | D     | Manfred Müller    |
|    | Germania (bandiera)   | D     | Detlef Pirsig     |
|    | Germania (bandiera)   | D     | Kurt Rettkowski   |
|    | Germania (bandiera)   | C     | Dieter Koulmann   |
|    | Germania (bandiera)   | C     | Willibert Kremer  |

| N. |                     | Ruolo | Calciatore          |
| -- | ------------------- | ----- | ------------------- |
|    | Germania (bandiera) | C     | Bernd Lehmann       |
|    | Serbia (bandiera)   | C     | Đorđe Pavlić        |
|    | Germania (bandiera) | C     | Johannes Riedl      |
|    | Germania (bandiera) | C     | Hans Sondermann     |
|    | Germania (bandiera) | A     | Rainer Budde        |
|    | Germania (bandiera) | A     | Rolf-Dieter Dörfler |
|    | Germania (bandiera) | A     | Helmut Huttary      |
|    | Germania (bandiera) | A     | Peter Lechermann    |
|    | Germania (bandiera) | A     | Axel Rzany          |
|    | Germania (bandiera) | A     | Gerd Schwidrowski   |
|    | Germania (bandiera) | A     | Karl-Heinz Wißmann  |

## Organigramma societario
Area tecnica
- Allenatore: Robert Gebhardt
- Allenatore in seconda:
- Preparatore dei portieri:
- Preparatori atletici:

## Calciomercato

### Sessione estiva
| Acquisti | Acquisti         | Acquisti          | Acquisti |
| R.       | Nome             | da                | Modalità |
| -------- | ---------------- | ----------------- | -------- |
| C        | Dieter Koulmann  | Kickers Offenbach |          |
| A        | Peter Lechermann | Duisburg U19      |          |
| C        | Hans Sondermann  | Coblenza          |          |

| Cessioni | Cessioni         | Cessioni           | Cessioni |
| R.       | Nome             | a                  | Modalità |
| -------- | ---------------- | ------------------ | -------- |
| A        | Pille Gecks      | Kickers Offenbach  |          |
| A        | Bernd Hoffmann   | Saarbrücken        |          |
| A        | Jürgen Kowalski  | Eintracht Duisburg |          |
| D        | Werner Lotz      | Hamborn 07         |          |
| P        | Manfred Manglitz | Colonia            |          |
| D        | Johann Sabath    | Bochum             |          |

## Risultati

### Bundesliga

#### Girone di andata
| Arbitro: | Horstmann |

|           |           |  |
| Weber 35’ | Marcatori |  |

| Arbitro: | Ohmsen |

|                |           |            |
| Sondermann 26’ | Marcatori | 14’ Olsson |

| Arbitro: | Seiler |

|                                                        |           |                          |
| Rupp 8’, 28’ Hemmersbach 10’ Löhr 19’, 62’ Overath 65’ | Marcatori | 48’ Sondermann 72’ Budde |

| Arbitro: | Heckeroth |

|                    |           |  |
| Lehmann 53’ (rig.) | Marcatori |  |

| Arbitro: | Mühling |

|                                          |           |                |
| Zaczyk 23’, 77’ Schulz 27’ Pötzschke 29’ | Marcatori | 28’ Sondermann |

| Arbitro: | Biwersi |

|                              |           |              |
| Sondermann 53’ Heidemann 63’ | Marcatori | 32’ Dausmann |

| Gelsenkirchen 4 ottobre 1969, ore 15:30 CET 7ª giornata | Schalke 04 | 0 – 0 referto | Duisburg | Glückauf-Kampfbahn (22 000 spett.)\| Arbitro: \| Siepe \| |
| Arbitro:                                                | Siepe      |               |          |                                                           |

| Arbitro: | Redelfs |

|                                                |           |                          |
| Budde 30’ Wißmann 67’ Sondermann 82’ Bella 85’ | Marcatori | 35’ Ohlhauser 50’ Müller |

| Arbitro: | Schäfer |

|                                      |           |                |
| Vogts 26’ Laumen 29’, 46’ Wimmer 66’ | Marcatori | 34’ Sondermann |

| Arbitro: | Schulenburg |

|            |           |               |
| Kremer 50’ | Marcatori | 78’ Grabowski |

| Arbitro: | Seiler |

|  |           |                         |
|  | Marcatori | 45’ Wißmann 50’ Huttary |

| Arbitro: | Aldinger |

|  |           |               |
|  | Marcatori | 88’ Neuberger |

| Arbitro: | Schulz |

|                    |           |             |
| Weiß 74’ Ulsaß 79’ | Marcatori | 53’ Wißmann |

| Arbitro: | Geng |

|           |           |            |
| Budde 68’ | Marcatori | 76’ Schütz |

| Essen 6 dicembre 1969, ore 15:30 CET 15ª giornata | Rot-Weiss Essen | 0 – 0 referto | Duisburg | Georg-Melches-Stadion (18 000 spett.)\| Arbitro: \| Riegg \| |
| Arbitro:                                          | Riegg           |               |          |                                                              |

| Arbitro: | Ohmsen |

|                  |           |                          |
| Fischer 16’, 59’ | Marcatori | 58’ Heidemann 65’ Pavlić |

| Arbitro: | Heckeroth |

|                        |           |           |
| Wißmann 29’ Pavlić 87’ | Marcatori | 59’ Krott |

#### Girone di ritorno
| Arbitro: | Basedow |

|             |           |                         |
| Wißmann 39’ | Marcatori | 6’ Brungs 26’, 36’ Horr |

| Arbitro: | Schröck |

|                                         |           |                                     |
| Handschuh 10’, 46’ Olsson 63’ Haaga 75’ | Marcatori | 64’ Sondermann 80’ Budde 89’ Pavlić |

| Arbitro: | Basedow |

|            |           |           |
| Wißmann 9’ | Marcatori | 71’ Weber |

| Hannover 31 gennaio 1970, ore 15:30 CET 21ª giornata | Hannover 96 | 0 – 0 referto | Duisburg | Niedersachsenstadion (11 000 spett.)\| Arbitro: \| Ott \| |
| Arbitro:                                             | Ott         |               |          |                                                           |

| Duisburg 7 febbraio 1970, ore 15:30 CET 22ª giornata | Duisburg    | 0 – 0 referto | Amburgo | Wedaustadion (10 000 spett.)\| Arbitro: \| Wengenmayer \| |
| Arbitro:                                             | Wengenmayer |               |         |                                                           |

| Arbitro: | Herden |

|                           |           |  |
| Fröhlich 25’ Dausmann 47’ | Marcatori |  |

| Arbitro: | Lutz |

|                     |           |  |
| Pirsig 6’ Riedl 63’ | Marcatori |  |

| Arbitro: | Biwersi |

|                      |           |  |
| Müller 8’ Mrosko 74’ | Marcatori |  |

| Arbitro: | Betz |

|  |           |           |
|  | Marcatori | 17’ Fevre |

| Arbitro: | Linn |

|  |           |           |
|  | Marcatori | 16’ Bella |

| Duisburg 21 marzo 1970, ore 15:30 CET 28ª giornata | Duisburg | 0 – 0 referto | Kaiserslautern | Wedaustadion (8 000 spett.)\| Arbitro: \| Schäfer \| |
| Arbitro:                                           | Schäfer  |               |                |                                                      |

| Arbitro: | Bonacker |

|                                   |           |           |
| Wosab 73’ Weist 79’ Neuberger 80’ | Marcatori | 89’ Budde |

| Arbitro: | Quindeau |

|             |           |  |
| Lehmann 77’ | Marcatori |  |

| Brema 11 aprile 1970, ore 15:30 CET 31ª giornata | Werder Brema | 0 – 0 referto | Duisburg | Weserstadion (12 000 spett.)\| Arbitro: \| Heckeroth \| |
| Arbitro:                                         | Heckeroth    |               |          |                                                         |

| Arbitro: | Siepe |

|  |           |             |
|  | Marcatori | 31’ Lippens |

| Arbitro: | Ohmsen |

|                              |           |             |
| Budde 79’ Lehmann 82’ (rig.) | Marcatori | 33’ Fischer |

| Arbitro: | Hamer |

|                                  |           |                               |
| Tenbruck 6’ Kulik 19’ Gronen 39’ | Marcatori | 51’ Sondermann 76’ Rettkowski |

### Coppa di Germania
| Arbitro: | Betz |

|  |           |            |
|  | Marcatori | 94’ Kremer |

| Arbitro: | Herden |

|                                                           |           |           |
| Löhr 12’, 58’ Biskup 22’ (rig.) Flohe 26’, 75’ Parits 40’ | Marcatori | 84’ Budde |

## Statistiche

### Statistiche di squadra
| Competizione      | Punti | In casa | In casa | In casa | In casa | In casa | In casa | In trasferta | In trasferta | In trasferta | In trasferta | In trasferta | In trasferta | Totale | Totale | Totale | Totale | Totale | Totale | DR  |
| Competizione      | Punti | G       | V       | N       | P       | Gf      | Gs      | G            | V            | N            | P            | Gf           | Gs           | G      | V      | N      | P      | Gf     | Gs     | DR  |
| ----------------- | ----- | ------- | ------- | ------- | ------- | ------- | ------- | ------------ | ------------ | ------------ | ------------ | ------------ | ------------ | ------ | ------ | ------ | ------ | ------ | ------ | --- |
| Bundesliga        | 29    | 17      | 7       | 6       | 4       | 19      | 15      | 17           | 2            | 5            | 10           | 16           | 33           | 34     | 9      | 11     | 14     | 35     | 48     | -13 |
| Coppa di Germania | -     | 0       | 0       | 0       | 0       | 0       | 0       | 2            | 1            | 0            | 1            | 2            | 6            | 2      | 1      | 0      | 1      | 2      | 6      | -4  |
| Totale            | 29    | 17      | 7       | 6       | 4       | 19      | 15      | 19           | 3            | 5            | 11           | 18           | 39           | 36     | 10     | 11     | 15     | 37     | 54     | -17 |

### Andamento in campionato
| Giornata  | 1  | 2  | 3  | 4  | 5  | 6  | 7  | 8 | 9  | 10 | 11 | 12 | 13 | 14 | 15 | 16 | 17 | 18 | 19 | 20 | 21 | 22 | 23 | 24 | 25 | 26 | 27 | 28 | 29 | 30 | 31 | 32 | 33 | 34 |
| --------- | -- | -- | -- | -- | -- | -- | -- | - | -- | -- | -- | -- | -- | -- | -- | -- | -- | -- | -- | -- | -- | -- | -- | -- | -- | -- | -- | -- | -- | -- | -- | -- | -- | -- |
| Luogo     | T  | C  | T  | C  | T  | C  | T  | C | T  | C  | T  | C  | T  | C  | T  | T  | C  | C  | T  | C  | T  | C  | T  | C  | T  | C  | T  | C  | T  | C  | T  | C  | C  | T  |
| Risultato | P  | N  | P  | V  | P  | V  | N  | V | P  | N  | V  | P  | P  | N  | N  | N  | V  | P  | P  | N  | N  | N  | P  | V  | P  | P  | V  | N  | P  | V  | N  | P  | V  | P  |
| Posizione | 14 | 16 | 18 | 15 | 18 | 14 | 12 | 9 | 13 | 13 | 11 | 13 | 14 | 14 | 14 | 12 | 10 | 12 | 13 | 14 | 14 | 14 | 15 | 13 | 15 | 15 | 14 | 14 | 14 | 14 | 14 | 15 | 14 | 15 |

Legenda:

Luogo: C = Casa; T = Trasferta. Risultato: V = Vittoria; N = Pareggio; P = Sconfitta.

### Statistiche dei giocatori
| Giocatore       | Bundesliga | Bundesliga | Bundesliga  | Bundesliga | Coppa di Germania | Coppa di Germania | Coppa di Germania | Coppa di Germania | Totale   | Totale | Totale      | Totale     |
| Giocatore       | Presenze   | Reti       | Ammonizioni | Espulsioni | Presenze          | Reti              | Ammonizioni       | Espulsioni        | Presenze | Reti   | Ammonizioni | Espulsioni |
| --------------- | ---------- | ---------- | ----------- | ---------- | ----------------- | ----------------- | ----------------- | ----------------- | -------- | ------ | ----------- | ---------- |
| M. Bella        | 34         | 2          | 0           | 0          | 2                 | 0                 | 0                 | 0                 | 36       | 2      | 0           | 0          |
| H. Bruckmann    | 0          | 0          | 0           | 0          | 0                 | 0                 | 0                 | 0                 | 0        | 0      | 0           | 0          |
| H. Buchberger   | 0          | 0          | 0           | 0          | 0                 | 0                 | 0                 | 0                 | 0        | 0      | 0           | 0          |
| R. Budde        | 26         | 6          | 0           | 0          | 2                 | 1                 | 0                 | 0                 | 28       | 7      | 0           | 0          |
| T. Burghardt    | 30         | 0          | 0           | 0          | 0                 | 0                 | 0                 | 0                 | 30       | 0      | 0           | 0          |
| G. Damjanoff    | 0          | 0          | 0           | 0          | 1                 | 0                 | 0                 | 0                 | 1        | 0      | 0           | 0          |
| V. Danner       | 0          | 0          | 0           | 0          | 0                 | 0                 | 0                 | 0                 | 0        | 0      | 0           | 0          |
| B. Dietz        | 0          | 0          | 0           | 0          | 0                 | 0                 | 0                 | 0                 | 0        | 0      | 0           | 0          |
| R. Dörfler      | 1          | 0          | 0           | 0          | 0                 | 0                 | 0                 | 0                 | 1        | 0      | 0           | 0          |
| H. Heidemann    | 30         | 2          | 0           | 0          | 2                 | 0                 | 0                 | 0                 | 32       | 2      | 0           | 0          |
| H. Holscher     | 0          | 0          | 0           | 0          | 0                 | 0                 | 0                 | 0                 | 0        | 0      | 0           | 0          |
| H. Huttary      | 17         | 1          | 0           | 0          | 0                 | 0                 | 0                 | 0                 | 17       | 1      | 0           | 0          |
| G. Kentschke    | 0          | 0          | 0           | 0          | 1                 | 0                 | 0                 | 0                 | 1        | 0      | 0           | 0          |
| D. Koulmann     | 2          | 0          | 0           | 0          | 0                 | 0                 | 0                 | 0                 | 2        | 0      | 0           | 0          |
| W. Kremer       | 30         | 1          | 0           | 0          | 1                 | 1                 | 0                 | 0                 | 31       | 2      | 0           | 0          |
| P. Lechermann   | 0          | 0          | 0           | 0          | 0                 | 0                 | 0                 | 0                 | 0        | 0      | 0           | 0          |
| B. Lehmann      | 17         | 3          | 0           | 0          | 2                 | 0                 | 0                 | 0                 | 19       | 3      | 0           | 0          |
| D. Linders      | 34         | 0          | 0           | 0          | 2                 | 0                 | 0                 | 0                 | 36       | 0      | 0           | 0          |
| H. Linßen       | 0          | 0          | 0           | 0          | 1                 | 0                 | 0                 | 0                 | 1        | 0      | 0           | 0          |
| K. Lorenz       | 0          | 0          | 0           | 0          | 0                 | 0                 | 0                 | 0                 | 0        | 0      | 0           | 0          |
| P. Marecek      | 1          | 0          | 0           | 0          | 0                 | 0                 | 0                 | 0                 | 1        | 0      | 0           | 0          |
| M. Müller       | 15         | 0          | 0           | 0          | 1                 | 0                 | 0                 | 0                 | 16       | 0      | 0           | 0          |
| Đ. Pavlić       | 28         | 3          | 0           | 0          | 2                 | 0                 | 0                 | 0                 | 30       | 3      | 0           | 0          |
| D. Pirsig       | 32         | 1          | 0           | 0          | 2                 | 0                 | 0                 | 0                 | 34       | 1      | 0           | 0          |
| K. Rettkowski   | 14         | 1          | 0           | 0          | 1                 | 0                 | 0                 | 0                 | 15       | 1      | 0           | 0          |
| J. Riedl        | 34         | 1          | 0           | 0          | 2                 | 0                 | 0                 | 0                 | 36       | 1      | 0           | 0          |
| A. Rzany        | 7          | 0          | 0           | 0          | 1                 | 0                 | 0                 | 0                 | 8        | 0      | 0           | 0          |
| G. Schwidrowski | 0          | 0          | 0           | 0          | 0                 | 0                 | 0                 | 0                 | 0        | 0      | 0           | 0          |
| H. Sondermann   | 30         | 8          | 0           | 0          | 2                 | 0                 | 0                 | 0                 | 32       | 8      | 0           | 0          |
| K. Wißmann      | 30         | 6          | 0           | 0          | 0                 | 0                 | 0                 | 0                 | 30       | 6      | 0           | 0          |